# Денис Тито
Денис Ентони Тито (енгл. Dennis Antony Tito; Њујорк, 8. август 1940), амерички је милионер који се прославио поставши први туриста у свемиру.
Дипломирао је астронаутику и аеронаутику 1962. на Универзитету Њујорк, а касније магистрирао инжињерске науке на Политехничком институту Ренселар. Након свог пута у свемир, 2002. године, постао је почасни доктор на истом институту.
Радио је као научник у Наси. Године 1972. основао је своју фирму за инвестициони менаџмент Wilshire Associates, са седиштем у Санта Моники, Калифорнија.
Обогатио се и пожелео остварити стари сан и полетети у свемир. Био је спреман за то платити. Како му НАСА то није одобрила, обратио се Русима, који су пристали за цену од 20 милиона долара.
Прошао је тест физичких способности и основну обуку, те је 28. априлa 2001. полетео у свемир с летелицом Сојуз ТН-32, која се спојила са Међународном свемирском станицом. Провео је у орбити укупно седам дана, 22 сата и 4 минуте.